# Scia
La scia è un fenomeno fluidodinamico che si verifica ogni qual volta un corpo solido si muove attraverso un fluido: con il suo passaggio, esso perturba e trascina il fluido in modo che, dietro al corpo, il fluido si muove nella stessa direzione del suo moto. Questo fenomeno è spesso accompagnato da turbolenza e formazione di vortici.

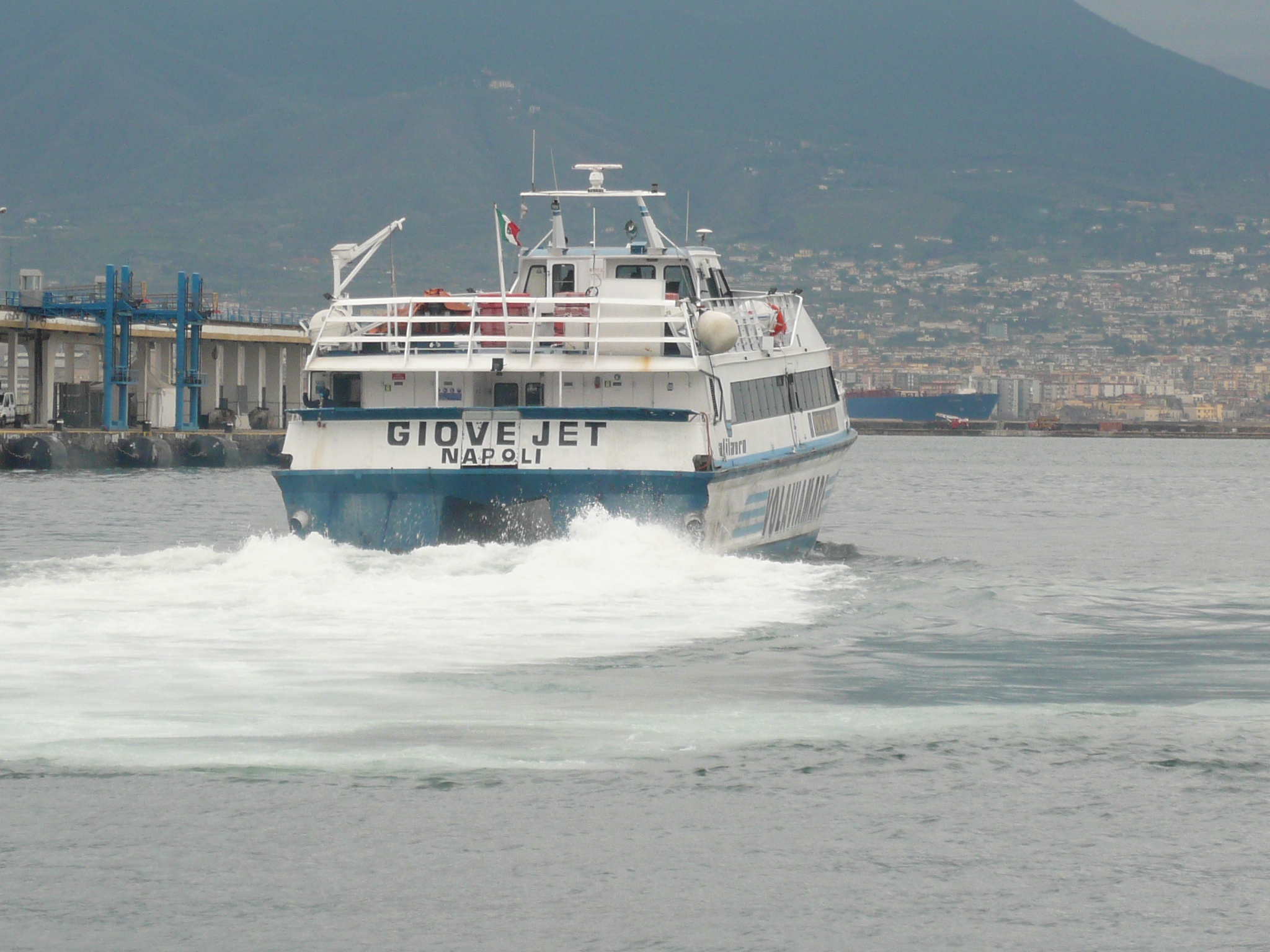
scia lasciata da un catamarano

## Nelle competizioni
Il fenomeno della scia riveste notevole importanza in alcuni tipi di competizioni sportive:

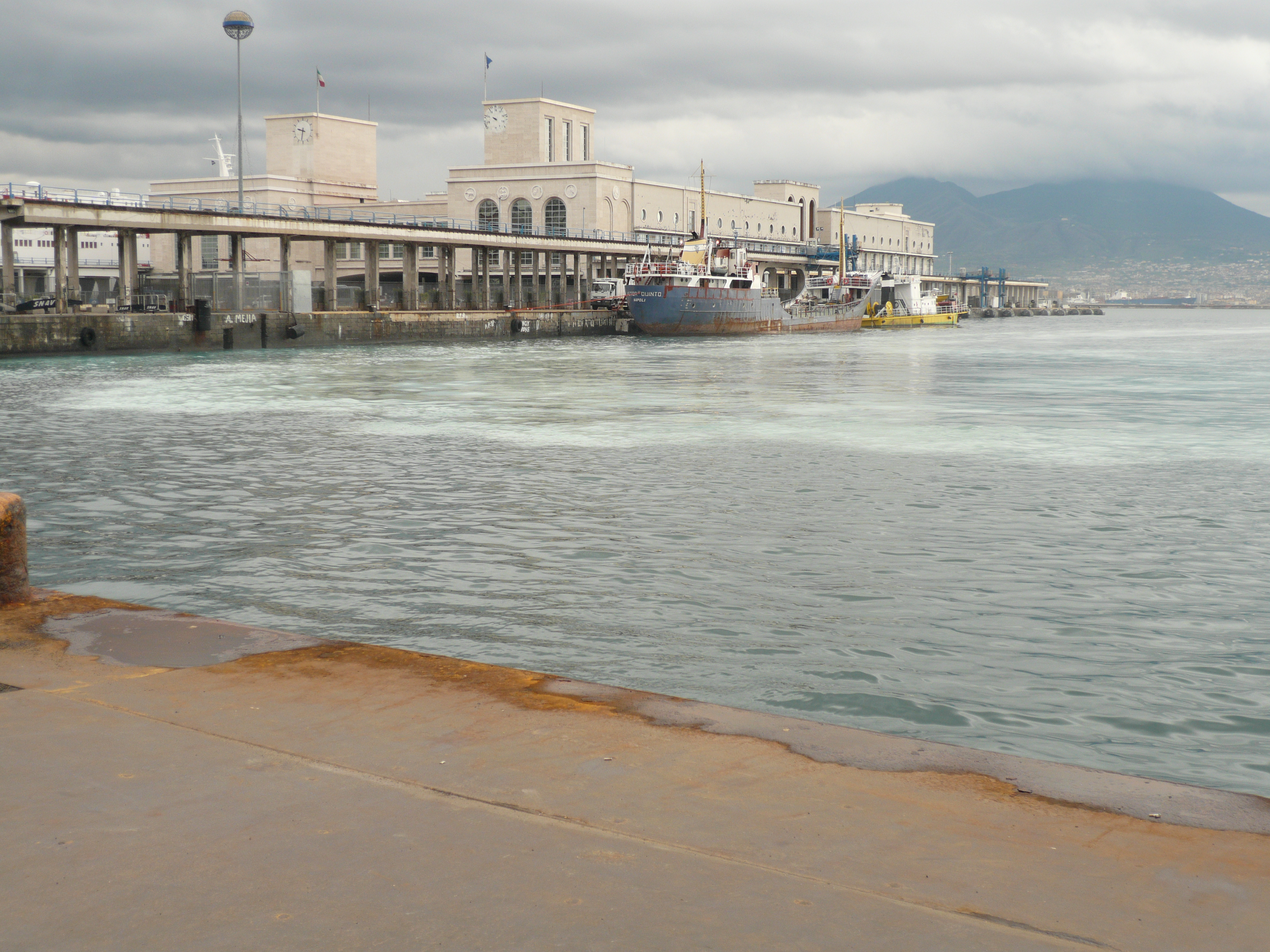
scia in dissolvimento

- Nelle gare di automobilismo e motociclismo, il corridore che si trova nella scia di un altro incontra una minore resistenza all'avanzamento, in quanto l'aria si muove nella sua direzione. Egli può perciò acquistare una maggiore velocità e sfruttarla per tentare di superare il corridore che precede. Tuttavia per le automobili dotate di un'aerodinamica sofisticata, ad esempio le moderne Formula 1, questa minore resistenza dell'aria comporta anche una diminuzione del carico aerodinamico, cioè della forza indotta dal flusso d'aria che aumenta l'aderenza al suolo della vettura. Per queste macchine quindi la scia è un vantaggio in rettilineo, ma uno svantaggio in curva.

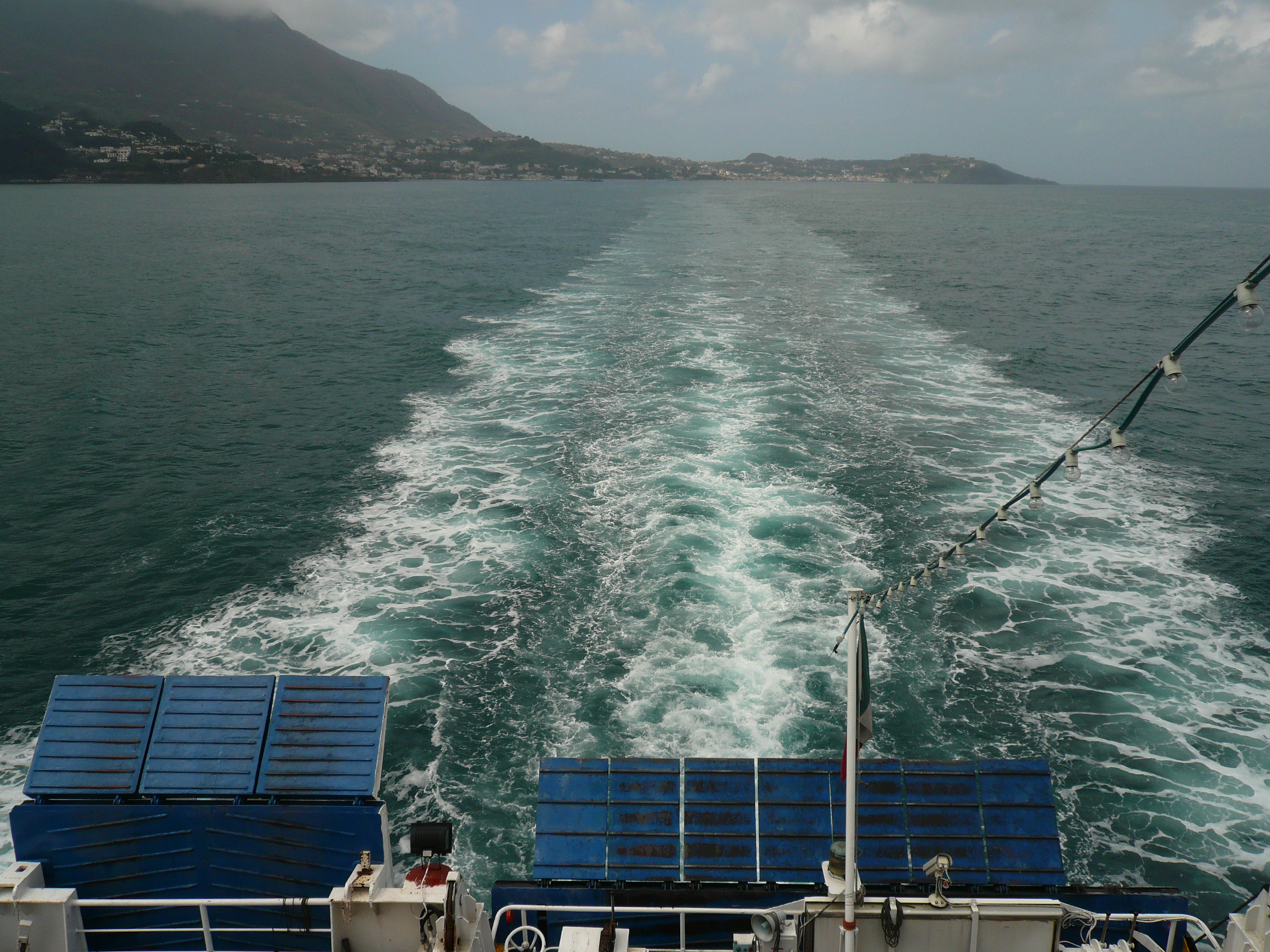
scia lasciata da un traghetto

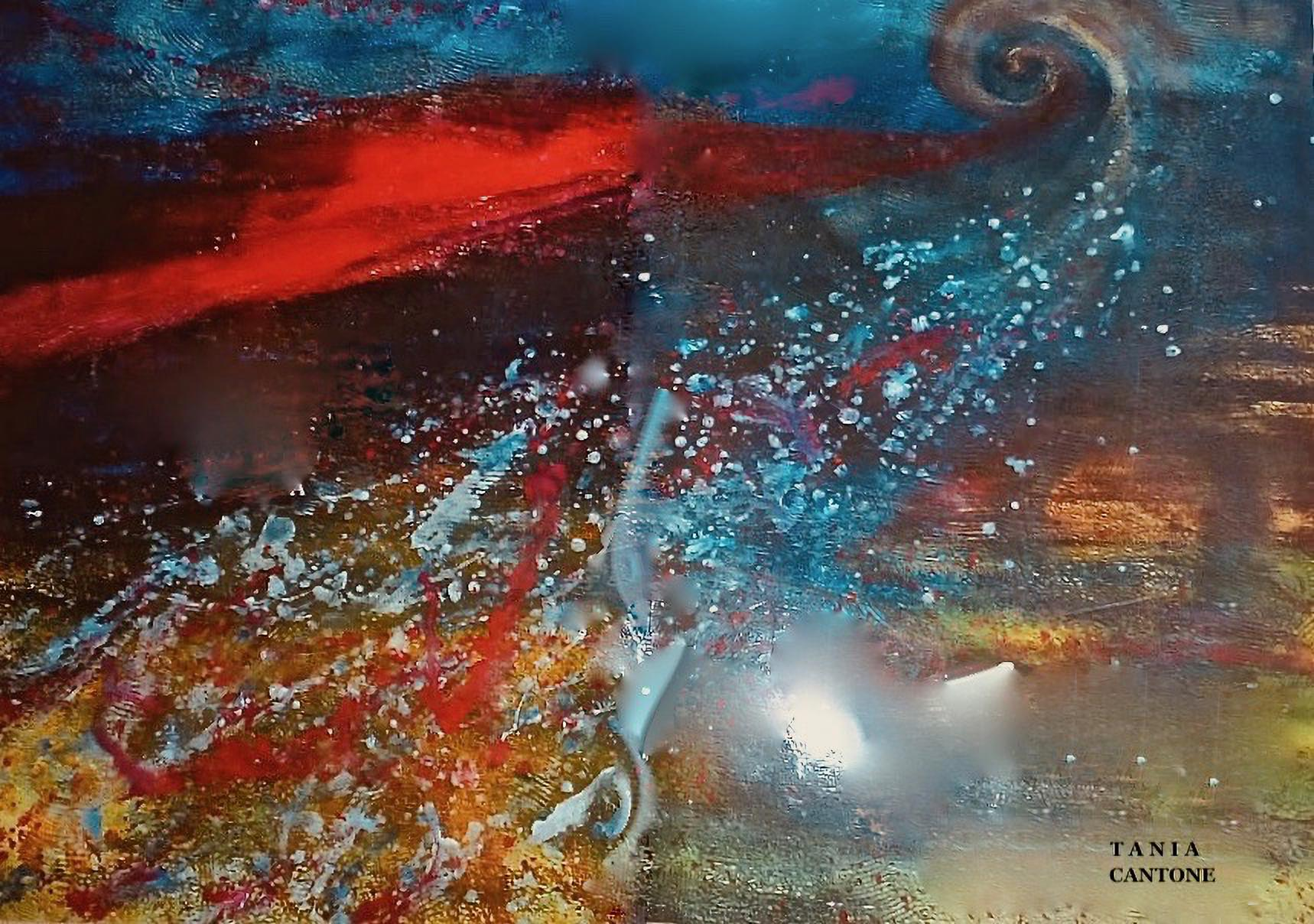
scia sottomarina in forma digitale

- Nelle gare di ciclismo, i corridori sfruttano la scia degli altri per risparmiare le forze. Questa considerazione è fondamentale nella scelta della tattica di gara: specialmente negli arrivi in volata il corridore che esce troppo presto "allo scoperto" rischia di essere superato negli ultimi metri. L'effetto della scia però si riduce di molto in salita, dove la velocità dei corridori è ridotta e lo sforzo compiuto per contrastare la forza di gravità è preponderante rispetto a quello per vincere la resistenza dell'aria. Tuttavia gioca ancora un ruolo importante fino a velocità all'incirca di 20 chilometri orari.
Si è analizzato anche l'effetto di scia dato dai mezzi di trasporto utilizzati per le riprese della gara, evidenziando come un ciclista che viaggia a 54 km/h se ha una moto che lo precede di 2,5 metri, porti ad una riduzione del 48% della resistenza aerodinamica, mentre se lo precede di 30 metri, si ha una riduzione del 12%, mentre a 50 metri si ha una riduzione del 7%, ma anche i mezzi che seguendo il ciclista hanno l'effetto di ridurre la resistenza all'avanzamento, anche se in modo decisamente meno marcato, infatti una moto che segue il ciclista ad 1 metro di distanza riduce la resistenza all'avanzamento del 3,8%, se invece a seguire è un'automobile la resistenza si riduce del 13,67%[1]
- Negli sport in cui la velocità è inferiore, come l'atletica o lo sci di fondo, l'effetto della scia è molto meno importante.